# Frank Heynick
Frank Heynick (* 22. Dezember 1946 in New York City) ist ein US-amerikanischer Traumforscher und -theoretiker, Psycholinguist und Medizinhistoriker, dessen Forschung sich stark auf deutschsprachiges Quellenmaterial stützt.

## Werdegang
Heynick studierte Industriedesign an der Brooklyn Technical High School sowie Geschichte am New Yorker Hunter College und an der Universität Reims (Frankreich). Er erhielt einen Master of Arts in Angewandter Linguistik von der New Yorker Columbia University und setzte seine Studien, in Psycholinguistik, an der Universität Nimwegen (Niederlande) fort. An der medizinischen Fakultät der Universität Groningen promovierte er mit der Dissertation Theoretical and empirical investigation into verbal aspects of the Freudian model of dream generation.

## Traumforschung
Heynick machte darauf aufmerksam, dass, obwohl Träumen jahrhundertelang als ein visueller Prozess definiert worden sei, Träume keinen 'Stummfilmen' gleichkämen, sondern vielmehr einen 'Soundtrack' besäßen, der aus den Dialogen der in ihnen auftretenden Figuren bestehe.
Heynick bezog sich dabei auf die Arbeiten des Psychiaters Emil Kraeplins aus der Zeit der Wende zum 20. Jahrhundert. Während Kraeplin, neben Freud, als einer der Gründerväter der modernen Psychiatrie gilt, war sein Zugang ein somatischer, dessen Fokus nicht auf Neurosen, sondern vor allem auf der Ätiologie und Klassifikation von Psychosen lag. An Freuds Arbeiten zur Traumdeutung zeigte er sich uninteressiert. Nichtsdestoweniger widmete er (seinen eigenen) Träumen größere Aufmerksamkeit, was sich nicht zuletzt in seiner 1906 veröffentlichten Monografie Über Sprachstörungen im Traume niederschlug. Selbige Studie enthielt über 200 Fallbeispiele explizit verbaler Sprache in Träumen, die fast ausnahmslos auf Selbstbeobachtungen zurückgingen und dezidiert selektiv kompiliert worden waren (Kraeplin war einzig an devianten Fallbeispielen interessiert). Für seine Dissertation führte Heynick eine 'Replikation' der Arbeit Kraeplins durch, indem er unter streng kontrollierten Experimentalbedingungen Proben aus über 700 Träumen von mehr als 100 Personen sammelte. Seine Untersuchung ergab, dass das Sprechen in Träumen in der Regel grammatisch wohlgeformt, oft syntaktisch komplex und für gewöhnlich dem jeweiligen Kontext des Traumszenarios angemessen ist.
Heynick kritisierte die seinerzeit vorherrschenden Theorien der Traumerzeugung, nämlich die psychoanalytische Auffassung und die neurophysiologische Activation-Synthesis-Hypothese, als völlig unzureichend, um verbale Trauminteraktionen richtig einzuordnen. Stattdessen war Heynick Anhänger des damals neuen psychoneirischen Modells der Traumerzeugung, seines Zeichens Pendant des psycholinguistischen Modells der Spracherzeugung.
In den späten 1980er-Jahren war Heynick Gastforscher am Max-Planck-Institut für Psychiatrie in München, ehemals Kraeplins 'Deutsche Forschungsanstalt', um dort über 200 neuentdeckte Fallbeispiele verbaler Traumrede zu analysieren, die Kraeplin in den ersten zwei Jahrzehnten nach der Publikation seiner Monografie von 1906 schriftlich fixiert hatte.
1992 veröffentlichte Heynick die Ergebnisse seiner Forschungen in Form des Buchs Language and its Disturbances in Dreams: The Pioneering Work of Freud and Kraepelin Updated. Darin enthalten sind sowohl Heynicks englische Übersetzung der Traummonografie Kraeplins von 1906 und dessen neuentdeckter Fallbeispiele als auch seine Übersetzungen der Arbeiten deutschsprachiger Zeitgenossen Kraeplins, namentlich Ernst Meumann, Friedrich Hacker und Alfred Hoche.
In den Niederlanden trug Heynick mit seinem Buch Berichten uit Dromenland von 1992 zum populärwissenschaftlichen Verständnis der Traumpsychologie bei und verfasste ferner das Lehrbuch Dromen: Fantasie en Werkelijkheid, das einer vom niederländischen öffentlichen Rundfunk TELEAC ausgestrahlten sechsteiligen Fernsehserie als Grundlage diente.

## Kontroverse über linguistische Relativität
1979 im Kontext des Gedenkens an Albert Einsteins hundertsten Geburtstag, veröffentlichte Heynick eine ausführliche historisch orientierte Kritik der einflussreichen Whorf-Hypothese. Der Ingenieur und Sprachwissenschaftler Benjamin Lee Whorf hatte in den 1930er-Jahren postuliert, dass im heutigen Arizona beheimateten amerikanischen Ureinwohnern aufgrund der Struktur ihrer Sprache ein Konzept von Zeit zu eigen sei, das sich von Beobachter zu Beobachter unterscheide und Gleichzeitigkeit nicht zulasse. Heynick insistierte unter anderem darauf, dass Whorf übermäßig dazu geneigt habe, 'relativistische' Begriffe in sein linguistisch-anthropologisches Datenmaterial hineinzulesen.

## Medizingeschichte
2002 veröffentlichte Heynick die 600-Seiten-Monografie Jews and Medicine: An Epic Saga, in der er die Geschichte der – gemessen am steten Minderheitenstatus jüdischer Personen in der Diaspora – ungewöhnlich zahlreichen Beiträge jüdischer Theoretiker und Praktiker zur Entwicklung der Medizin von der alttestamentarischen Zeit bis zum 20. Jahrhundert nachzeichnet. Mehr als ein Drittel dieser Studie widmet sich den Leistungen jüdischer Mediziner im deutschsprachigen Raum (einschließlich des Dritten Reichs). Besonderen Fokus legt Heynick dabei, unter zahlreichen anderen, auf Ferdinand Cohn, Jakob Henle, August von Wassermann, Sigmund Freud, Otto Loewi, Karl Landsteiner und Otto Warburg, vor allem aber auf Paul Ehrlich und dessen 'Zauberkugel'.
Während der Covid-19-Pandemie veröffentlichte Heynick auf Deutsch, Niederländisch und Englisch mehr als ein Dutzend wissenschaftlicher und populärwissenschaftlicher Artikel, die sich mit dem Virus und seinen Auswirkungen auseinandersetzen.

## Sonstiges
Seit 1999 hat Heynick über 30 Beiträge zu Industriedesign und Architektur veröffentlicht, mehrheitlich in der niederländischen Zeitschrift Product. Er war speziell an der medialen Kontroverse über den Wiederaufbau des zerstörten World Trade Center beteiligt.
In Groningen baute Heynick ein Mini-Europa-Modell, dessen einzelne Sektionen Bremen, Leer (Ostfriesland), Luzern, Groningen und Delfshaven nachbilden. Das Modell wurde unter anderem in den Empfangsbereichen zweier New Yorker Krankenhäuser ausgestellt.
Im Anschluss baute er die Wolkenkratzerstadt Mini-Gotham, deren Filmaufnahmen bei YouTube bisher von über vier Millionen Zuschauern angesehen worden sind.